# Shreepur (Sarlahi)
Pour les articles homonymes, voir Shreepur.
Shreepur (en népalais : श्रीपुर) est un comité de développement villageois du Népal situé dans le district de Sarlahi. Au recensement de 2011, il comptait 4 804 habitants.